# Hongyan 1
Hongyan 1 (Chongqing) (chinesisch 鴻雁 / 鸿雁, Pinyin Hóngyàn) ist ein chinesischer Kommunikationssatellit.
Er wurde am 29. Dezember 2018 um 08:00 UTC (zusammen mit sechs Yunhai 2 Wettersatelliten) mit einer Langer-Marsch-2D-Trägerrakete vom Raketenstartplatz Kosmodrom Jiuquan in eine 1100 km hohe Umlaufbahn gebracht. Der auf dem Mikrosatellitenbus CAST-5 der Shenzhen Hangtian Dong Fang Hong Satelliten GmbH, einer Schwesterfirma der Hangtian Dong Fang Hong, basierende Technologieerprobungssatellit sollte die L- und Ka-Band-Kommunikationsnutzlast testen.
Hongyan 1 war der erste Satellit einer Konstellation von mehr als 300 Satelliten in niedriger Umlaufbahn, die globale Kommunikationsdienste bereitstellen sollten. Das System aus Satelliten und Rechenzentren sollte in drei Phasen gebaut werden. Es sollte aus 54 Hauptsatelliten bestehen, die von weiteren 270 kleineren Satelliten zur Koordination des Systems ergänzt worden wären. Das Hongyan-Satellitensystem wurde von der Chinesischen Akademie für Weltraumtechnologie entwickelt, der Führungsgesellschaft der China Aerospace Science and Technology Corporation für das Geschäftsfeld Raumflugkörper.
Dann nahm jedoch die Staatliche Kommission für Entwicklung und Reform am 20. April 2020 das Projekt eines satellitengestützten Internets in die Liste der zur Neuen Infrastruktur (新型基础设施建设, kurz 新基建) gehörenden Projekte auf, ein strategisches Konzept, das erstmals im Dezember 2018 auf der jährlichen, vom Zentralkomitee der Kommunistischen Partei Chinas und dem Staatsrat der Volksrepublik China gemeinsam abgehaltenen Arbeitstagung für zentrale Wirtschaftspolitik (中央经济工作会议) formuliert wurde.
Im September 2020 beantragte die chinesische Regierung bei der Internationalen Fernmeldeunion Frequenzen für ein Nationales Internet bzw. Guowang (国网). In dem Antrag waren 12.992 Satelliten spezifiziert, die sich in erdnahen Orbits von 500–1145 km Höhe mit Bahnneigungen zwischen 30° und 85° bewegen und mehrere Frequenzbänder nutzen sollten. Für den Betrieb der Konstellation, in die bereits existierende Satelliten der China Aerospace Science and Technology Corporation und der China Aerospace Science and Industry Corporation integriert werden sollen, wurde am 22. April 2021 mit Genehmigung des Staatsrats der Volksrepublik China erstmals seit 2003  ein neues Zentral Verwaltetes Unternehmen gegründet, die China Satellite Network Corporation. Als alleiniger Kapitalgeber fungierte die Kommission zur Kontrolle und Verwaltung von Staatsvermögen.